# Jeníades
Jeníades (en griego antiguo Ξενιάδης) fue un filósofo presocrático griego, nativo de Corinto y contemporáneo de Demócrito (ca. 400 a. C.), a quien se suele contar entre los sofistas antiguos. También se le señala, como a Jenófanes de Colofón, como una suerte de precursor del escepticismo antiguo.
No debe confundirse al filósofo Jeníades con otro personaje, también natural de Corinto, que habría vivido más tarde, contemporáneo de Diógenes el Cínico, a quien compró como esclavo de los piratas y que le empleó en la educación de sus hijos. También habría sido este Jeníades quien puso en contacto a Mónimo de Siracusa con Diógenes.

## Vida y doctrina
No se sabe cuál fue la época de florecimiento del filósofo Jeníades. Lo único que da una pista sobre el tiempo de su actividad filosófica es que Demócrito hizo mención de Jeníades de Corinto en alguna ocasión. Cuanto se sabe sobre él procede de dos pasajes de Sexto Empírico localizados en sendas obras del mismo (Adversus mathematicos e Hipotiposis pirrónicas). En el primer pasaje, Sexto dice que Jeníades sostenía que todo es falso y que toda representación y opinión es falsa. Por otra parte, decía que todo lo que nace a partir del no ser y que todo lo que se destruye se destruye en el no ser. Debido a estas opiniones, Sexto compara a Jeníades con Jenófanes de Colofón. En los Esbozos pirrónicos, Sexto cuenta a Jeníades, de nuevo junto a Jenófanes, entre los filósofos que negaron la existencia de un criterio que determine lo verdadero y lo falso.
Guthrie escribe en su Historia de la filosofía griega, que Jeníades es representante de un escepticismo filosófico extremo, y nada más se puede decir de él, excepto que su doctrina es un ejemplo más del descrédito en el que habían caído las doctrinas respecto de la realidad y el cambio, a partir de las disputas entre las distintas posiciones de los filósofos de la naturaleza y el pensamiento parmenídeo. Justamente su aserto de que "todo lo que nace a partir del no ser" es opuesto a la idea de Parménides que sostiene la imposibilidad de la generación a partir de lo que no es, y de todo el pensamiento griego que, hasta entonces, se había basado en el principio ex nihilo nihil fit.
A. Piqué Angordans, en su edición (en catalán) de los fragmentos de los sofistas, escribe sobre Jeníades que «en él se manifiesta la tradición, a menudo subterránea, del escepticismo, más o menos genuino, de la filosofía griega»